# NGC 5371
NGC 5371 est une grande galaxie spirale intermédiaire située dans la constellation des Chiens de chasse. Sa vitesse par rapport au fond diffus cosmologique est de 2 741 ± 13 km/s, ce qui correspond à une distance de Hubble de 40,4 ± 2,8 Mpc (∼132 millions d'al). NGC 5371 a été découverte par l'astronome germano-britannique William Herschel en 1788. Cette galaxie a aussi été observée par l'astronome britannique John Herschel le 18 mars 1831 et elle a été inscrite au New General Catalogue sous la cote NGC 5390.
La classe de luminosité de NGC 5371 est II-III et elle présente une large raie HI. De plus, c'est une galaxie LINER, c'est-à-dire une galaxie dont le noyau présente un spectre d'émission caractérisé par de larges raies d'atomes faiblement ionisés. Il est aussi possible que ce soit une galaxie active de type Seyfert. La luminosité de NGC 5371 dans l'infrarouge lointain (de 40 à 400 µm)  est égale à 3,72 × 1010 {\displaystyle L_{\odot }} (1010,57{\displaystyle L_{\odot }}) et sa luminosité totale dans l'infrarouge (de 8 à 1 000 µm) est de 4,68 × 1010 {\displaystyle L_{\odot }} (1010,67{\displaystyle L_{\odot }}).
À ce jour, 11 mesures non basées sur le décalage vers le rouge (redshift) donnent une distance de 27,100 ± 4,503 Mpc (∼88,4 millions d'al), ce qui est à l'extérieur des valeurs de la distance de Hubble. Notons que c'est avec la valeur moyenne des mesures indépendantes, lorsqu'elles existent, que la base de données NASA/IPAC calcule le diamètre d'une galaxie et qu'en conséquence le diamètre de NGC 5371 pourrait être d'environ 52,9 kpc (∼173 000 al) si on utilisait la distance de Hubble pour le calculer.

## Morphologie

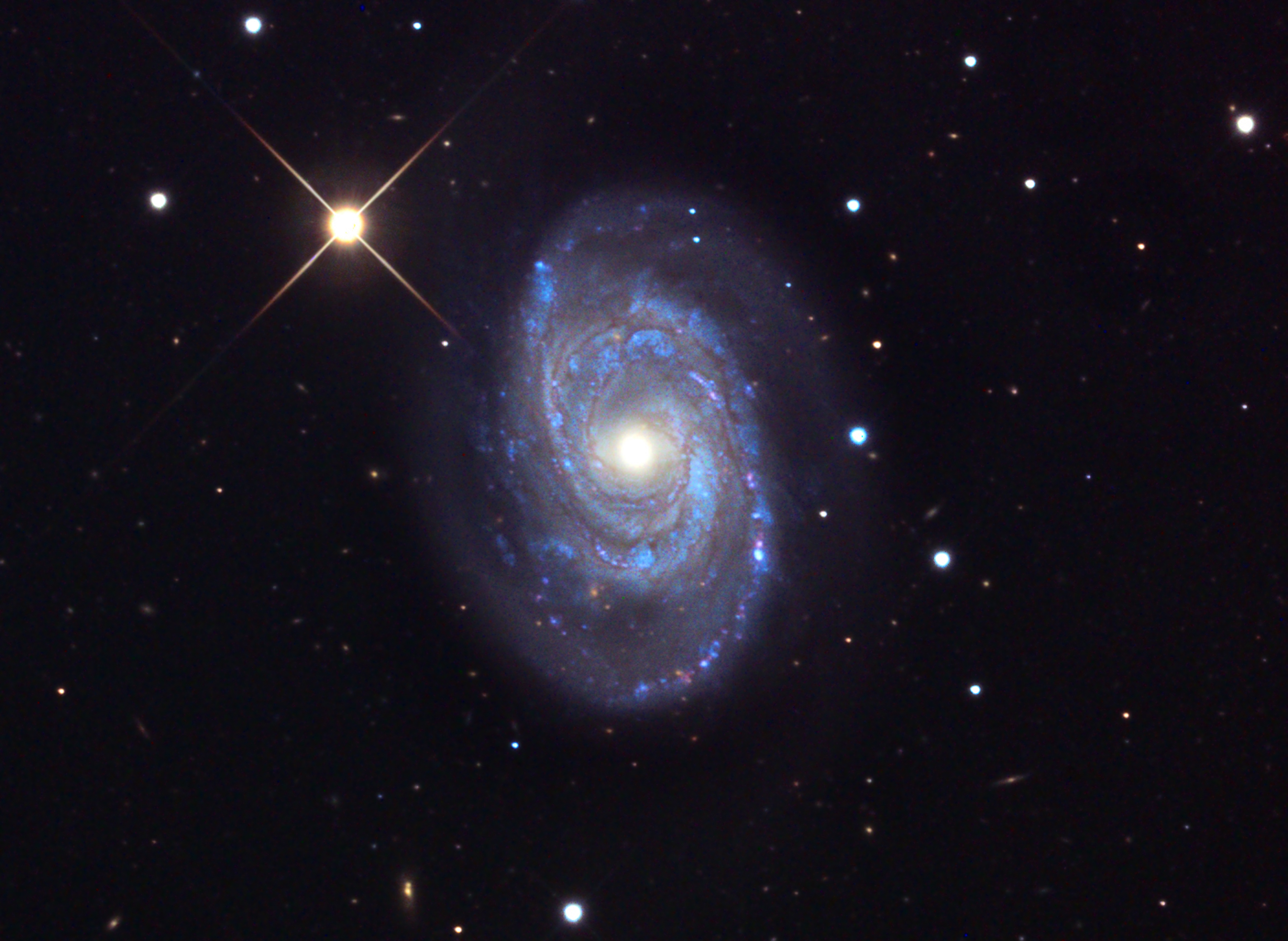
NGC 5371 par Adam Block (Observatoire du mont Lemmon/Université de l'Arizona).

NGC 5371 a été utilisée par Gérard de Vaucouleurs comme une galaxie de type morphologique SAB(rs)bc dans son atlas des galaxies,.
Eskridge, Frogel et Pogge ont publié un article en 2002 décrivant la morphologie de 205 galaxies spirales ou lenticulaires rapprochées. Les observations ont été réalisées dans la bande H de l'infrarouge et dans la bande B (le bleu). Selon Eskridge et ses collègues, NGC 5371 est une galaxie spirale de type SABbc dans la bande B et de type SBbc dans la bande H. NGC 5371 présente un noyau ponctuel intégré dans bulbe elliptique. Le bulbe est traversé par une barre proéminente dont l'angle de position est incliné à environ 45° par rapport à celui bulbe. Du côté ouest de la barre émerge un bras double que l'on peut suivre sur environ 400°. Après ~270°, il devient lisse et de faible luminosité de surface. À l'extrémité est de la barre, émerge un seul bras sans décalage. On peut suivre celui-ci sur ~90° avant qu'il se confonde avec la partie intérieure du bras double. Cette partie fusionnée se poursuit sur environ 300° et les derniers ~120° montre un bras lisse de faible luminosité de surface. Le disque est parsemé de très nombreux nnœuds, les plus brillant étant dans les bras. Il existe des voies de poussière, en particulier du côté sud du disque.

## Groupe de NGC 5371
Selon A. M. Garcia, NGC 5371 est la principale galaxie d'un groupe de galaxies qui porte son nom. Le groupe de NGC 5371 compte au moins 18 membres, dont NGC 5289, NGC 5290, NGC 5311, NGC 5313, NGC 5320, NGC 5326, NGC 5346,NGC 5350, NGC 5354, NGC 5355 et NGC 5358.
D'autre part, Abraham Mahtessian mentionne aussi l'existence de ce groupe, mais il n'y figure que 15 galaxies. Les galaxies NGC 5346 et NGC 5358 ne font pas partie de la liste de Mahtessian, mais celui-ci ajoute trois galaxies : NGC 5337, NGC 5362 et NGC 5383. Ces trois galaxies font partie d'un autre groupe de quatre galaxies décrits par Garcia, le groupe de NGC 5383.